# Jerzy Pater
Jerzy Pater (* 2. Februar 1960 in Częstochowa) ist ein polnischer Sportler, Sportlehrer und Judotrainer der bei den Polnischen Judo-Meisterschaften 1987 eine Goldmedaille gewann.

## Biografie
Zu seinen Erfolgen gehören eine Goldmedaille bei den Polnischen Judomeisterschaften 1986 bis 86 kg in Koszalin, Bronze bei den Polnischen Judomeisterschaften 1982 in Krakau bis 86 kg und Bronze bei den Polnischen Judomeisterschaften 1988 in Olsztyn in der offenen Gewichtsklasse.
Pater stieg mit dem Verein Lübecker Löwen als erstes Schleswig-Holsteinisches Team in die deutsche Bundesliga auf und kämpfte mit ihnen dort von 1994 bis 1999 erfolgreich.
Der 1,92 m große Pater kämpfte für den Sportverein Gwardia Koszalin und studierte in Breslau.